# Wisła (thị trấn)
Wisła là một thị trấn thuộc huyện Cieszyński, tỉnh Śląskie ở nam Ba Lan. Thị trấn có diện tích 109 km². Đến ngày 1 tháng 1 năm 2011, dân số của thị trấn là 11233 người và mật độ 102 người/km².